# 任仕
任仕（1536年—？年），字學優，號肖山，陝西西安府盩厔縣人，軍籍。明朝政治人物。賜同進士出身。

## 生平
五月初三日生，行一，治《春秋》，由縣學生中式嘉靖三十一年（1552年）壬子科陝西鄉試第三十六名舉人，年三十六歲中式隆慶五年辛未科會試中式第二百二十五名，第三甲第三百一十四名進士。吏部觀政，丁憂歸。萬曆二年（1574年）授刑部主事，养病。五年复除户部主事，卒于官。

## 家族
曾祖任坊；祖任企；父任自直，州吏目；母焦氏。慈侍下，妻趙氏，弟任化；任儒。